# Johannes Ilberg
Karl Theodor Hugo Johannes Ilberg (* 10. Juli 1860 in Magdeburg; † 20. August 1930 in Leipzig) war ein deutscher Klassischer Philologe und Gymnasiallehrer.

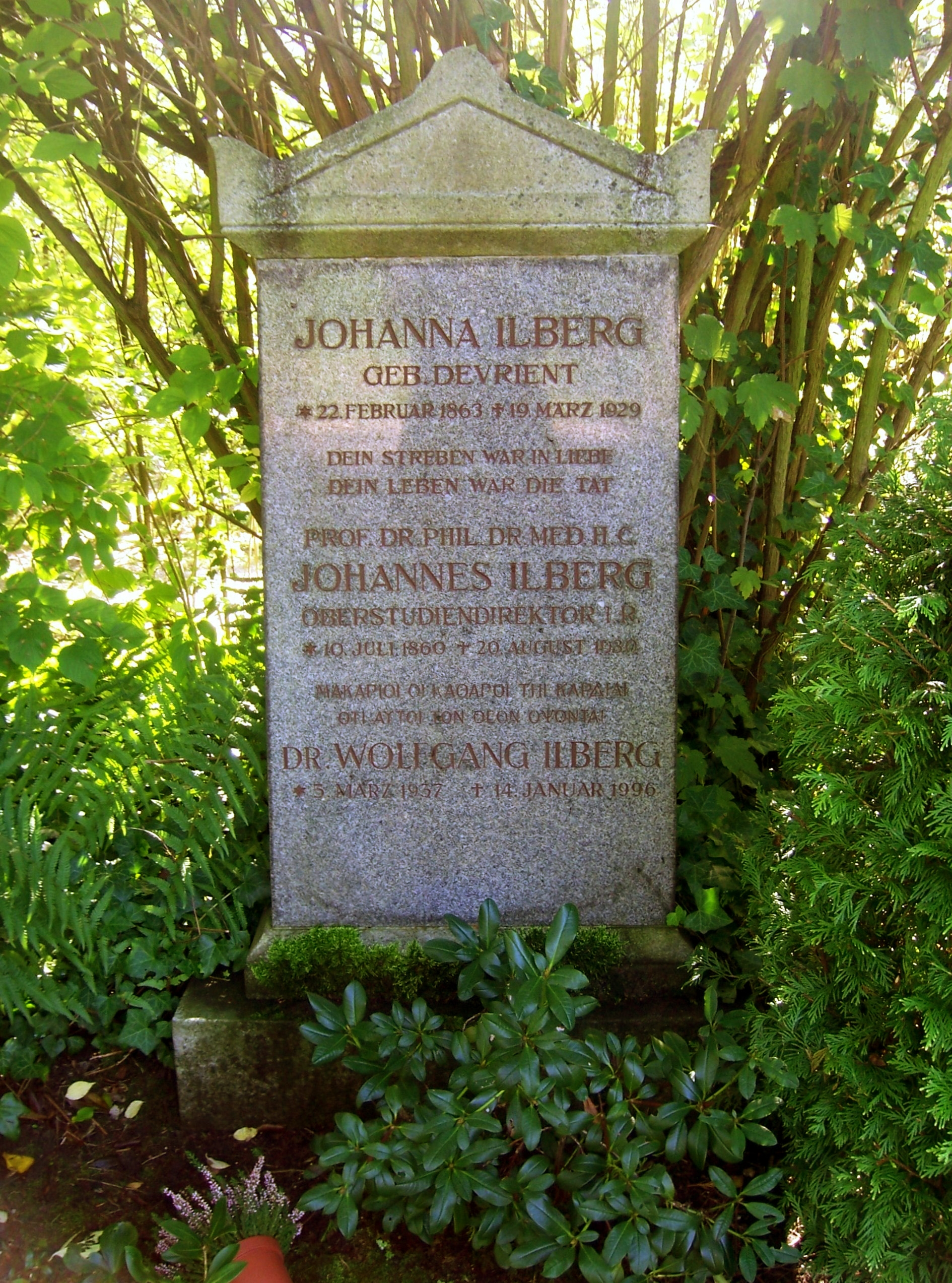
Grabstätte Johannes Ilbergs auf dem Südfriedhof in Leipzig

## Familie
Johannes Ilberg war der Sohn des Geheimen Schulrats und Gymnasialdirektors Hugo Ilberg (1828–1883) und dessen Ehefrau Klara, geborene Weißwange (1830–1887), Tochter des Gerichtsamtmannes in Lützen. Seine Geschwister waren der nachmalige Direktor der Heil- und Pflegeanstalt Schloss Sonnenstein, Professor Georg Ilberg (1862–1942) und Elisabeth Ilberg, Ehefrau des Konsistorialrats und Superintendenten Lothar Zechlin (1860–1935). Sein Onkel war der Leibarzt Kaiser Wilhelm II., Friedrich von Ilberg (1858–1916), sein Cousin war Konrad von Ilberg (1894–1963), Direktor der Kreditanstalt für Wiederaufbau in Frankfurt am Main.
Johannes Ilberg war seit 1891 verheiratet mit Johanna Devrient (1863–1929), Tochter von August Devrient, Bruder des Firmengründers von Giesecke & Devrient, Alphonse Devrient (1821–1878). Der Ehe entstammten zwei Söhne, darunter der Physiker Waldemar Ilberg.

## Werdegang und Leistung
Ilberg war unter dem Direktorat seines Vaters Schüler des Gymnasiums in Zwickau (1870–1871), der Fürstenschule St. Afra (1873–1874) und des Königlichen Gymnasiums in Dresden-Neustadt (1874–1879). Er studierte von 1879 bis 1884 Klassische Philologie, Germanistik, Klassische Archäologie, Geschichte und Philosophie an den Universitäten in Leipzig, Bonn und Berlin. Insbesondere sein Bonner Lehrer Hermann Usener regte ihn an, sich mit den Werken antiker Mediziner zu beschäftigen, deren Handschriften Ilberg gründlich erforschte. Seine Promotion unter Otto Ribbeck zur Überlieferung des Corpus Hippocraticum und das Staatsexamen erfolgten 1883 in Leipzig.
Trotz seiner wissenschaftlichen Forschungen und der engen Verbundenheit mit maßgebenden Gelehrten seiner Zeit, blieb es Ilbergs Bestreben, Wissenschaft und gymnasiale Schulbildung miteinander zu verbinden. Dem Vorbild seines Vaters folgend, schlug er die pädagogische Laufbahn ein. 1884 wurde er nichtständiger Lehrer am Königlichen Gymnasium in Dresden-Neustadt. Von 1884 bis 1887 wirkte er als ständiger Lehrer am Vitzthumschen Gymnasium in Dresden und wechselte dann an das König-Albert-Gymnasium in Leipzig. 1903 erhielt er den Titel Professor verliehen. Von 1910 bis 1914 war er Rektor des Gymnasiums in Wurzen und anschließend in selber Position am Gymnasium in Chemnitz. Von 1916 bis zu seinem Eintritt in den Ruhestand 1924 war Ilberg Rektor des Königin-Carola-Gymnasiums in Leipzig. 1917 wurde er hier Oberstudienrat, 1919 Oberstudiendirektor.
Seine philologischen Forschungen führten ihn zur Mitwirkung an dem von Hermann Diels begründeten Corpus Medicorum Graecorum. Er verfasste zahlreiche Artikel für Wilhelm Heinrich Roschers Ausführliches Lexikon der griechischen und römischen Mythologie und veröffentlichte Besprechungen in der Berliner Philologischen Wochenschrift, die sich durch Klarheit und Akribie auszeichneten. Daneben schrieb er Aufsätze für wissenschaftliche Zeitschriften und Sammelwerke sowie für die Berichte der Preußischen und Sächsischen Akademie der Wissenschaften. Seit 1897 war Ilberg Mitherausgeber und von 1914 bis 1929 Herausgeber des im Teubner-Verlag veröffentlichten Periodikums Neue Jahrbücher für das klassische Altertum, Geschichte und deutsche Literatur, die ab 1925 unter dem Titel Neue Jahrbücher für Wissenschaft und Jugendbildung erschienen und häufig kurz Ilbergs Jahrbücher genannt wurden.
1932 erwarb Henry E. Sigerist für das Institut für Medizingeschichte der Johns Hopkins University in Baltimore den Handapparat Ilbergs mit 800 Heften und Reprints, hauptsächlich die Geschichte der Griechischen und Römischen Medizin betreffend.

## Ehrungen
- 1907 Mitglied der Interakademischen Kommission für das Corpus Medicorum Graecorum
- 1910 Silberne Leibniz-Medaille der Preußischen Akademie der Wissenschaften
- 1923 Ordentliches Mitglied der Sächsischen Akademie der Wissenschaften zu Leipzig
- 1927 Ernennung zum Ehrendoktor der Medizinischen Fakultät der Universität Leipzig
- 1928 Mitglied des Deutschen Archäologischen Instituts
- Ritter des Sächsischen Verdienstordens, I. Klasse
- Sächsisches Kriegsverdienstkreuz
- Preußisches Verdienstkreuz für Kriegshilfe

## Schriften (Auswahl)
- Studia pseudhippokratea, Dissertationsschrift, Leipzig 1883
- Friedrich Theodor Hugo Ilberg. Erinnerungen an sein Leben und Wirken für seine Freunde und Schüler zusammengestellt, Teubner, Leipzig 1885
- Das Hippokrates-Glossar des Erotianos und seine ursprüngliche Gestalt, S. Hirzel, Leipzig 1893 (Abhandlungen der Philologisch-Historischen Klasse der Königlich-Sächsischen Gesellschaft der Wissenschaften; Bd. 14, H. 2)
- Prolegomena critica in Hippocratis operum quae feruntur recensionem novem, Teubner, Leipzig 1894
- Die Sphinx in der griechischen Kunst und Sage, Edelmann, Leipzig 1896
- Aus Galens Praxis. Ein Kulturbild aus der römischen Kaiserzeit, In: Neue Jahrbücher für das klassische Altertum, Geschichte und deutsche Literatur und für Pädagogik 15 (1905) S. 276–312
- A. Cornelius Celsus und die Medizin in Rom,  In: Neue Jahrbücher für das klassische Altertum, Geschichte und deutsche Literatur und für Pädagogik 19 (1907) S. 378–412
- mit Max Wellmann: Zwei Vorträge zur Geschichte der antiken Medizin, Teubner, Leipzig und Berlin 1909 (Neue Jahrbücher für das klassische Altertum, Geschichte und deutsche Literatur und für Pädagogik, 21)
- Die Überlieferung der Gynäkologie des Soranos von Ephesos, Teubner, Leipzig 1910 (Abhandlungen der Philologisch-Historischen Klasse der Königlich-Sächsischen Gesellschaft der Wissenschaften; Bd. 28, H. 2)
- Die Ärzteschule von Knidos. S. Hirzel, Leipzig 1925 (= Berichte über die Verhandlungen der sächsischen Akademie der Wissenschaften zu Leipzig. Philosophisch-historische Klasse. Bd. 76, Heft 3).
- Vorläufiges zu Caelius Aurelianus, S. Hirzel, Leipzig 1925 (Berichte über die Verhandlungen der sächsischen Akademie der Wissenschaften zu Leipzig. Philosophisch-historische Klasse, Bd. 77, H. 1)
- als Hrsg. Soranus, Gynaeciorum libri IV (= Corpus Medicorum Graecorum. Band 4). Teuber, Leipzig/Berlin 1927.
- Rufus von Ephesos. Ein griechischer Arzt in trajanischer Zeit, S. Hirzel, Leipzig 1930 (= Abhandlungen der Sächsischen Akademie der Wissenschaften zu Leipzig, philologisch-historische Klasse. Bd. 41, Nr. 1).